# Alsån (ort)

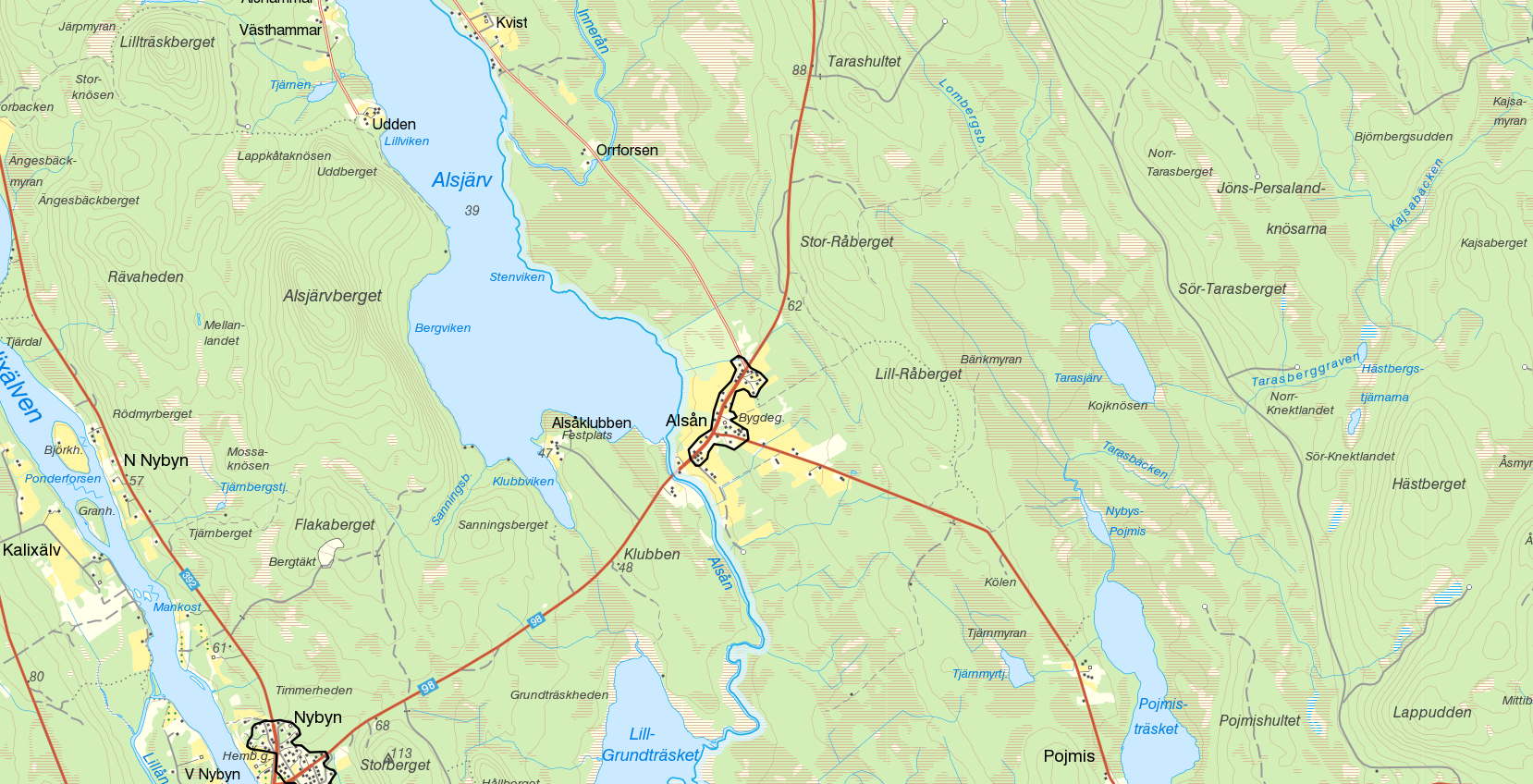
Den av Statistiska centralbyrån avgränsade småorten Alsån, med gränserna från småortsavgränsningen 2010.

Alsån (finska: Aalisjoki) är en by och tidigare småort i Överkalix kommun. Byn är belägen vid ån med samma namn och Alsjärv vid riksväg 98 mellan Överkalix och Övertorneå cirka tio kilometer nordväst om Överkalix centralort. Alsån och Alsjärv har via ett sjösystem i centrala delen av kommunen förbindelse med Kalixälven fem kilometer väster om byn. Alsån har även vägförbindelse till Miekojärvi sydost om Alsån.
Den av Statistiska centralbyrån tidigare avgränsade småorten Alsån omfattade inte all bebyggelse på orten, utan endast den centrala kärnan. 2020 hade antal invånare inom det området understigit 50 och orten räknades därför inte längre som småort.

## Historia

### Administrativa tillhörigheter
Alsån ligger i Överkalix socken som bildade Överkalix landskommun i samband med kommunreformen 1863. I samband med kommunreformen 1971 ombildades kommunen till Överkalix kommun, som Alsån har tillhört sedan dess.

### Befolkningsutveckling
| Befolkningsutvecklingen i Alsån 1990–2015 | Befolkningsutvecklingen i Alsån 1990–2015 | Befolkningsutvecklingen i Alsån 1990–2015 | Befolkningsutvecklingen i Alsån 1990–2015 | Befolkningsutvecklingen i Alsån 1990–2015 |
| ----------------------------------------- | ----------------------------------------- | ----------------------------------------- | ----------------------------------------- | ----------------------------------------- |
|                                           |                                           |                                           |                                           |                                           |
| År                                        |                                           |                                           | Folkmängd                                 | Areal (ha)                                |
| 1990                                      | 1990                                      |                                           | 60                                        | 19#                                       |
| 1995                                      | 1995                                      |                                           | 63                                        | 19#                                       |
| 2000                                      | 2000                                      |                                           | 58                                        | 19#                                       |
| 2005                                      | 2005                                      |                                           | 65                                        | 20#                                       |
| 2010                                      | 2010                                      |                                           | 59                                        | 20#                                       |
| 2015                                      | 2015                                      |                                           | 58                                        | 32#                                       |
| Anm.: # Som småort.                       |                                           |                                           |                                           |                                           |